# Gustaf Ekberg
Gustaf Ekberg (* 26. April 1890; † 28. September 1963) war ein schwedischer Fußballspieler und -schiedsrichter.

## Karriere
Gustaf Ekberg spielte in seiner Fußballkarriere von 1911 bis 1916 für Johanneshovs IF. Der Verein aus dem Stockholmer Stadtteil Johanneshov schloss sich im Jahr 1918 Hammarby IF an. Für die Schwedische Fußballnationalmannschaft spielte Ekberg von 1911 bis 1915 in insgesamt neun Länderspielen. Sein Debüt hatte er dabei im Juni 1911 bei einer 2:4-Niederlage gegen Deutschland gegeben.
Nach dem Ende seiner aktiven Fußballkarriere war er als Fußballschiedsrichter für den Schwedischen Fußballverband tätig. Er leitete dabei unter anderem alle drei Turnierspiele des Baltic Cup 1928.